# Ambrysus mormon
Ambrysus mormon är en insektsart som beskrevs av F. Jules Montandon 1909. Ambrysus mormon ingår i släktet Ambrysus och familjen vattenbin.

## Underarter
Arten delas in i följande underarter:
- A. m. mormon
- A. m. heidemanni
- A. m. minor